# Erskine (Minnesota)
Erskine es una ciudad ubicada en el condado de Polk en el estado estadounidense de Minnesota. En el Censo de 2010 tenía una población de 503 habitantes y una densidad poblacional de 192,48 personas por km².

## Geografía
Erskine se encuentra ubicada en las coordenadas 47°39′47″N 96°1′0″O / 47.66306, -96.01667. Según la Oficina del Censo de los Estados Unidos, Erskine tiene una superficie total de 2.61 km², de la cual 1.75 km² corresponden a tierra firme y (32.9%) 0.86 km² es agua.

## Demografía
Según el censo de 2010, había 503 personas residiendo en Erskine. La densidad de población era de 192,48 hab./km². De los 503 habitantes, Erskine estaba compuesto por el 94.83% blancos, el 0.4% eran afroamericanos, el 2.19% eran amerindios, el 0.2% eran asiáticos, el 0% eran isleños del Pacífico, el 0% eran de otras razas y el 2.39% pertenecían a dos o más razas. Del total de la población el 1.99% eran hispanos o latinos de cualquier raza.